# Mycobacterium ulcerans
Mycobacterium ulcerans ist der Erreger des Buruli-Ulkus, einer tropischen Hautkrankheit des Menschen, und ein Vertreter der Gruppe der atypischen Mykobakterien (MOTT). 

## Morphologie und Einteilung
Mycobacterium ulcerans ist ein grampositives, säurefestes, langsam wachsendes Stäbchen. Innerhalb der Gruppe der atypischen Mykobakterien wird M. ulcerans zu den nicht photochromogenen Spezies gezählt, das heißt, dass nach Lichtexposition von ihm keine Pigmente gebildet werden. 

## Lebensraum
Mycobacterium ulcerans kommt vermutlich in feuchten Regionen tropischer und subtropischer Breiten von Afrika über Lateinamerika und Asien bis Australien vor, wahrscheinlich stellen stehende Gewässer ein Habitat dar. 

## Pathogenität
Ein von dem Bakterium gebildetes Toxin, Mycolakton, wirkt gewebszerstörend und hemmt zudem die Immunantwort. Darauf beruht die schädigende Wirkung auf den infizierten Organismus. Die von Mycobacterium ulcerans hervorgerufene Krankheit ist das Buruli-Ulkus, eine geschwürbildende (ulzerierende) Infektion der Haut und darunterliegender Gewebe.

## Weiterführende Literatur
- Hong H, Coutanceau E, Leclerc M, Caleechurn L, Leadlay PF, Demangel C: Mycolactone diffuses from Mycobacterium ulcerans-infected tissues and targets mononuclear cells in peripheral blood and lymphoid organs. In: PLoS Negl Trop Dis. 2. Jahrgang, Nr. 10, 2008, S. e325, doi:10.1371/journal.pntd.0000325, PMID 18941518, PMC 2565835 (freier Volltext) – (plosntds.org).